# Bătălia de la Cassel (1071)
Bătălia de la Cassel s-a disputat în data de 22 februarie 1071 între Robert I de Flandra (numit și Robert Frizonul) și nepotul său de frate, Arnulf al III-lea (fiul lui Balduin al VI-lea de Flandra). Bătălia a consemnat victoria lui Robert I, Arnulf fiind ucis în luptă.
Arnulf a succedat tatălui său Balduin al VI-lea în 1070 și a fost sprijinit de mama sa, contesa Richilde de Hainaut. Cu toate acestea, Robert a contestat succesiunea lui Arnulf în Flandra și a început recrutarea de trupe în nordul Flandrei. Armata lui Arnulf includea personalităși militare precum contele Eustațiu al II-lea de Boulogne, Eustațiu al III-lea și Godefroy de Bouillon. În plus, Arnulf se bucura de sprijinul regelui Filip I al Franței, dat fiind că mătușa acestuia, Adela de Franța fusese căsătorită cu Balduin al V-lea de Flandra. Un contingent de zece cavaleri normanzi sub conducerea lui William FitzOsbern, conte de Hereford se afla printre trupele trimise lui Arnulf de către regele Filip.
Trupele lui Robert au atacat armata lui Arnulf (mult superioară ca număr) înainte ca aceasta să se poată organiza. Arnulf însuși a fost ucis în luptă, ca și contele William FitzOsborn, iar Richilde a fost de asemenea capturată de forțele lui Robert. Cu toate acestea, Robert a fost la rândul său luat prizonier de către Eustațiu al II-lea. În cele din urmă, Richilde a fost schimbată cu Robert.
Ca rezultat la confruntării, Robert Frizonul a devenit conte de Flandra, ca Robert I, și a domnit până în 1093, în vreme ce Richilde și al doilea fiu al ei, Balduin au rămas să stăpânească în Hainaut.